# Баярунас, Эйтвидас
Эйтвидас Баярунас (лит. Eitvydas Bajarūnas; род. 23 марта 1963, Вильнюс) — литовский карьерный дипломат. Последний чрезвычайный и полномочный посол Литовской Республики в Российской Федерации (срок каденции с 4 мая 2020 года по 4 апреля 2022 года).

## Биография
Родился 23 марта 1963 года в Вильнюсе.

## Образование и личная жизнь
В 1981—1986 годах изучал прикладную математику в Вильнюсском университете, в 1986—1991 годах был аспирантом Института математики и информатики Академии наук Литвы. Окончил Королевский колледж оборонных наук в Лондоне. В Королевском колледже Лондона в 2001 году получил степень магистра международных отношений.
Стажировался в Центрально-Европейском университете в Праге, Институте международных отношений в Стокгольме, Школе НАТО (Верховного главнокомандования ОВС НАТО в Европе) в Обераммергау, Институте международных отношений в Лондоне. 
Свободно владеет английским и русским языками; знание французского, польского, шведского языков.
Сыновья Криступас Вилюс (род. 1997) и Лукас Каролис (род. 1998). С их матерью Ритой Баярунене, аналитиком маркетинга, развёлся в мае 2016 года. В августе того же года женился на режиссёре телевидения и документального кино Гедре Жичките.

## Карьера
В 1991—1994 годах был заведующим Отделом международных связей Министерства национальной обороны Литвы, затем в 1994—1995 годах — заведующим Отделом двухсторонних отношений Министерства иностранных дел Литвы. 
В 1996—1999 годах работал советником Миссии Литовской Республики при НАТО (Брюссель). В 1999—2000 годах Эйтвидас Баярунас Отдел планирования внешней политики МИДа Литвы. В 2003—2004 годах был советником президента Роландаса Паксаса по дипломатическим вопросам. Ушёл в отставку во время импичмента Паксаса и занял должность директора Департамента европейских дел МИД Литовской Республики.  
В 2005—2008 годах был генеральным консулом Литовской Республики в Санкт-Петербурге, затем в 2009—2011 годах послом по особым поручениям и Политическим директором МИД. 
С октября 2011 по июль 2016 года — посол Литовской Республики в Королевстве Швеция. С 2016 по 2020 год — посол по особым поручениям. 
Чрезвычайный и полномочный посол Литовской Республики в Российской Федерации с 4 мая 2020 года. Верительные грамоты вручены 24 ноября 2020 года.
4 апреля 2022 года Литва приняла решение о понижении дипломатических отношений, «реагируя на непрекращающиеся агрессивные действия России на Украине». Посол Литвы в России Баярунас вернулся в Вильнюс 5 апреля текущего года, а посол России высылается из Литвы.
В сентябре 2022 года назначен послом Литовской Республики в Великобритании.

## Награды
Награждён Рыцарским крестом ордена «За заслуги перед Литвой» (2003), эстонским орденом Креста земли Марии 3 класса (2004), Командорским крестом португальского Орден Заслуг (2003), медалью Министерства национальной обороны Литвы «За заслуги в выводе Российской армии», удостоен государственных наград Швеции и Эстонии.